# Ignacio Matte Blanco
Ignacio Matte Blanco (Santiago del Cile, 3 ottobre 1908 – Roma, 11 gennaio 1995) è stato uno psichiatra e psicoanalista cileno, di indirizzo kleiniano.

## Biografia e carriera
Ultimo nato di un'aristocratica famiglia cilena, frequentò il ginnasio tedesco a Santiago ed in seguito conseguì la laurea in medicina, nel 1930, all'Università Cattolica di Santiago del Cile (fra i suoi compagni di studi vi era anche il futuro presidente cileno Salvador Allende).
Presso il Dipartimento di Fisiologia della stessa università svolse attività didattica e di ricerca come responsabile di laboratorio; si recò poi nel 1933 a Londra, dove si specializzò in neuropsichiatria presso la Northumberland House e il Maudsley Hospital.
Prima di lasciare il Cile aveva già cominciato a sviluppare interesse per la psicoanalisi, effettuando anche analisi didattiche sotto la guida del pioniere della pratica psicoanalitica cilena, Fernando Allende Navarro. Seguirono gli studi di psicoanalisi al British Psychoanalitical Institute, in cui venne in contatto con le teorie di Melanie Klein, che ebbero un'influenza importante sulle sue successive teorie psicoanalitiche. Durante l'apprendistato fu sottoposto ad analisi didattica da parte di Walter Schmideberg, nonché seguì alcune analisi di controllo con Anna Freud, Melitta Schmideberg, Helen Sheehan-Dare e James Strachey.
Nel 1940 si trasferì negli USA per lavorare al Johns Hopkins Hospital e, fra il 1941 e il 1943, fu prima lettore e poi professore associato di psichiatria alla Duke University.
Tornato in Cile nel 1943, contribuì a fondare nel 1946 il Centro Studi Psicoanalitici, che in seguito divenne – nel 1949 – la Società Psicoanalitica Cilena.
Si trasferì definitivamente in Italia, a Roma precisamente, nel 1966, senza avere più occasione di ritornare in Cile. Qui, dal 1970 al 1974 insegnò psicopatologia alla Scuola di Specializzazione in Psichiatria e Neurologia dell'Università Cattolica del Sacro Cuore. Dal 1966 fu poi analista didatta della SPI (Società Italiana di Psicoanalisi), nonché docente presso l'Istituto di Psicoanalisi di Roma.

## Il pensiero
Le sue ricerche e i suoi studi rappresentano un punto di vista originale all'interno dell'epistemologia psicoanalitica.
Partendo dalla dottrina psicodinamica, Matte Blanco ha analizzato il dualismo conscio-inconscio mettendo in risalto le differenze tra i vari processi cognitivi. Il suo sguardo si focalizza sull'interazione tra pensiero logico aristotelico, proprio del conscio e caratterizzato dalle categorie di spazio e tempo nonché dal principio di non contraddizione, da lui definito "pensiero asimmetrico", e quello inconscio, definito "pensiero simmetrico", dove la logica tradizionale si scioglie per lasciare spazio a una modalità "intellettiva" con potenza cardinale corrispondente all'infinito.
Secondo Matte Blanco la tripartizione della psiche umana che Freud aveva tracciato nella sua II topica, descrivendo le istanze dell'Es, dell'Io e del Super-Io, non era in grado di tenere sufficientemente in considerazione le peculiarità dell'inconscio, anzi ridimensionava la portata della scoperta di quest'ultimo, relegandolo al semplice grado di attributo delle diverse strutture e non riconoscendolo più quale "luogo altro" della mente. In base a questo posizionamento teorico lo psicanalista cileno riprese e rielaborò la cosiddetta I topica freudiana, fondata sulla tripartizione conscio-inconscio-preconscio, giungendo a postulare l'esistenza di un sistema bi-logico.
Tra le sue pubblicazioni più importanti si ricordano L'inconscio come insiemi infiniti: saggio sulla bi-logica, Metabolismo psichico e logica dell'inconscio e Pensare, sentire, essere: riflessioni cliniche sull'antinomia fondamentale dell'uomo e del mondo.

## Opere principali
- Ignacio Matte Blanco, Il contributo di Freud alla cultura ed alla conoscenza generale dell'uomo, in "Archivio di psicologia neurologia e psichiatria", XXIX, 4, 1968, pp. 308–39
- Ignacio Matte Blanco, L'inconscio come insiemi infiniti: saggio sulla bi-logica, a cura di Pietro Bria, Torino, Einaudi, 1981 ISBN 88-06-05182-2 ISBN 88-06-51821-6; n. ed. con prefazione di Remo Bodei, ivi, 2000 ISBN 88-06-14883-4
- Ignacio Matte Blanco, Pensare, sentire, essere. Riflessioni cliniche sull'antinomia fondamentale dell'uomo e del mondo, a cura di Pietro Bria, Torino, Einaudi, 1995 ISBN 88-06-13691-7
- Ignacio Matte Blanco, Estetica ed infinito, a cura di Daniele Dottorini, Roma, Bulzoni, 2000 ISBN 88-8319-418-7
- Ignacio Matte Blanco, Preludi della bi-logica, a cura di Anna Gorrese e Caterina Ferrara, 2 voll., Napoli, Liguori, 2002-03 ISBN 88-207-3361-7 ISBN 88-207-3620-9